# 4593 Reipurth
Tiểu hành tinh 4593 Reipurth được phát hiện ngày 16 tháng 3 năm 1980, bởi Claes-Ingvar Lagerkvist. Nó được đặt theo tên của Bo Reipurth, sau là nhóm nhà thiên văn học ở Đài thiên văn Nam Âu.